# Gägelow
Gägelow település Németországban, Mecklenburg-Elő-Pomeránia tartományban. Lakosainak száma 2614 fő (2023. december 31.).

## Népesség
A település népességének változása:
| Lakosok száma | 2604 | 2600 | 2555 | 2551 | 2614 |
|               | 2017 | 2019 | 2021 | 2022 | 2023 |